# Centro de Desenvolvimento e Planejamento Regional
O Centro de Desenvolvimento e Planejamento Regional (Cedeplar) foi criado em 1967 como órgão suplementar da Universidade Federal de Minas Gerais. Passou a funcionar a partir do ano de 1968, com a finalidade de abrigar um programa de pesquisa e ensino de pós-graduação em Economia.
Inicialmente as atividades do Cedeplar estiveram voltadas para os estudos de economia regional. Posteriormente, suas áreas de atuação diversificaram-se, com a inclusão de novos campos temáticos no ensino pós-graduação em Economia e a criação de um programa de pós-graduação em Demografia. A mesma diversificação caracteriza a trajetória de suas linhas de pesquisas, que incluem uma ampla variedade de temas e abordagens destas duas disciplinas.
Atualmente, o Cedeplar está vinculado à Faculdade de Ciências Econômicas da UFMG.